# Eupithecia huachuca
Eupithecia huachuca är en fjärilsart som beskrevs av Grossbeck 1908. Eupithecia huachuca ingår i släktet Eupithecia och familjen mätare. Inga underarter finns listade i Catalogue of Life.